# صدف فاروقي
صدف فاروقي هي دارسة اختصاصية في تجارب الأبحاث السريرية بالعام الأخير في صندوق ولكوم، الحاصلة على جائزة زمالة أكاديمية العلوم الطبية، وهي أستاذة التمثيل الغذائي والطب في جامعة كامبريدج، وطبيب استشاري في مستشفى أدينبروك في كامبريدج, المملكة المتحدة. 
تلقت صدف تعاليمها في جامعة برمنجهام حيث درست الطب، وحصلت على بكالوريوس الطب والجراحة عام 1993. بعد عملها كمقيم دوري و مقيم أقدم، انتقلت بعد ذلك إلى عالم البحث، وحصلت على درجة الدكتوراة عام 2001 من جامعة كامبريدج لبحثِها في علم وراثة السمنة المفرطة للأطفال. 

## أبحاثها
تبحث صدف في جين السمنة باستخدام الجين المرشح الموجود في المرضى الذين يعانون من السمنة المفرطة. لقد شخَصت مجموعتها البحثية المرضى الذين يعانون من طفرات في جين هرمون الليبتين، ومستقبل الليبتين أوالمستهدف الحيوي، مثل مستقبل ميلانوكورتين (MC4R). أثبت تشخيص مجموعتها البحثية أيضًا أن محور اللبتين-الميلانوكورتين المركزي يلعب دورًا حاسمًا في تنظيم تناول الطعام البشري، وقد أظهر البحث في مختبرها أن الأشخاص الذين يحملون متغيرات من الجين MC4R لديهم يفضلون تناول للأطعمة عالية الدهون (مثل وصفات معينة من دجاج قورمة)، ولكنهم أقل تفضيلاً لأكل الأطعمة السكرية مثل وجبة فوضى إيتون.
أثبت بحثها أن الطفرات في جين KSR2 ترتبط بمقاومة الإنسولين، وأن الاختلاف الجيني في كتلة الدهون والبروتين المرتبط بالسمنة(FTO)، مرتبط بقلة الشعور بالجوع(حالة تحفيزية). تم تمويل بحثها من قِبَل صندوق ويلكم، صندوق أدينبروك الخيري، وهيئة البرامج للأبحاث والتطور التكنولوجي (FP7) التابعة لالاتحاد الأوروبي.

## الجوائز
حصلت صدف على جائزة زمالة أكاديمية العلوم الطبية. غيَرت صدف فاروقي بشكل أساسي فهمنا عن السمنة لدى البشر. حيث كان عملها معتمداً بشكل أساسي على اكتشاف الطفرات الأولى التي تُسبب السمنة، وتحديد وتوصيف مجموعة من متلازمات السمنة الجينية والتي لم تٌصوف من قبل، وإثبات أن السبب الرئيسي للسمنة في هذه المتلازمات الأحادية، هو فشل السيطرة على مركز الشهية و الجوع (حالة تحفيزية). لقد قامت صدف بترجمة أبحاثها بدقة متناهية من أجل أن تعُم الفائدة على المرضى، وغيرت أيضاً مفهوم الأبحاث السريرية وتشخيص المرضى. السمنة هي إحدى التهديدات الرئيسية للصحة العامة التي تواجه المجتمع الدولي، وطالما كانت أبحاث صدف فاروقي حاسمة في تقديم رؤى بيولوجية حقيقية حيث كانت تفتقر إليها سابقًا.
أجرى جيم الخليلي مقابلة مع صدف فاروقي في البرنامج العلمي حياة العلوم وتم بثها لأول مرة على راديو بي بي سي 4 عام 2017. حصلت صدف فاروقي على جائزة الإنجاز العلمي المتميز من الجمعية الأمريكية لمرضى السكري في عام 2019.